# Hallmark Channel (International)
Hallmark Channel este un post de televiziune difuzat în peste 100 de țări. Programul transmite seriale și filme care pot fi vizionate de întreaga familie. În toate țările înafară de USA, sunt întemeiate de compania NBC Universal. Numele Hallmark este autorizat de Hallmark Cards Inc. Programul Hallmark funcționează cu companii separate fiind diferită de versiunea USA, dar având acces la numele Hallmark, la logo și au programe și standarde diferite față de Hallmark Channel USA.

Logo-ul postului de televiziune Hallmark Channel

## Programe difuzate înAustraliapeHallmark
- All Saints
- Always Greener
- Blue Heelers
- Packed to the Rafters
- Police Rescue
- SeaChange
- Sea Patrol
- Stingers
- The Secret Life of Us
- McLeod's Daughters
- A Country Practice
- Water Rats
- City Homicide

## Programe difuzate înMarea BritaniepeHallmark
- 7th Heaven
- McLeod's Daughters
- Blue Murder
- Columbo
- Conviction
- Crossing Jordan
- Damages
- Diagnosis Murder
- The District
- Hallmark Channel Quiz
- House MD
- Hustle
- Intelligence
- Jericho
- Law & Order
- Law & Order: Criminal Intent
- Law & Order: Special Victims Unit
- Monk
- Psych
- Sea Patrol
- Sue Thomas: F.B. Eye
- Spooks
- Tin Man
- Touched by an Angel

## Programe difuzate înItaliapeHallmark
- 7th Heaven
- A Touch of Frost
- Agatha Christie's Poirot
- Dallas (TV series)
- Dalziel and Pascoe
- Diagnosis Murder
- Doc Martin
- Father Dowling Mysteries
- Inspector Morse
- Intelligence
- Judging Amy
- Kojak (2005)
- L.A. Dragnet
- Lewis
- McLeod's Daughters
- Ghost Squad
- Miami Vice
- Monk
- Rain Shadow
- Spooks
- The 10th Kingdom
- The Agency
- Two Twisted
- Wild at Heart